# Bruce Ramsay
Bruce Ramsay (Montreal, 31 de dezembro de 1966) é um ator canadense que atua no cinema, na televisão e no teatro.

## Infância
Ramsay nasceu em Montreal, Quebec, no Canadá. Já atuou na peça Orphans no Teatro Clube das Artes, em Vancouver, Columbia Britânica, Canadá, em 1997.[carece de fontes?]

## Carreira
A estreia de Ramsay no cinema ocorreu no filme Malarek (1988), ao lado do companheiro montrealense Elias Koteas. Ramsay e Koteas passaram atuar juntos em outros dois filmes, Hit Me (1996) e Collateral Damage (2002). O primeiro papel de Ramsay como protagonista em filme principal aconteceu quando foi escalado a interpretar Carlitos Paez no filme Alive (1993), do diretor Frank Marshall, um drama biográfico sobrevivência baseado no livro de 1974, Alive: The Story of the Andes Survivors, do dramaturgo e romancista inglês Piers Paul Read, no qual detalhou a história da equipe uruguaia de rugby que caiu nas montanhas dos Andes.[carece de fontes?]
Em 2011, Ramsay estreou na direção com o filme Hamlet,[carece de fontes?] cujo lançamento do filme ocorreu no mesmo ano. Ramsay também produziu, escreveu o roteiro da adaptação e estrelou como Hamlet. O filme Hamlet (2011) estreou em competição no Festival de Cinema Internacional de Vancouver, em 2012.
Mais recentemente, Ramsay atuou como empregado enfadado Carlucci ao lado de Michael Douglas e Matt Damon no filme Behind the Candelabra (2013), dirigido por Steven Soderbergh sobre os últimos dez anos na vida do pianista Liberace. Behind the Candelabra assinalou a segunda vez que Ramsay havia trabalhado com Soderbergh. Em 1995, Ramsay atuou em The Professional Man, que faz parte da série de filme negro da Showtime, Fallen Angels, estrelando ao lado de Peter Coyote e Brendan Frasier.